# Outrancourt
Outrancourt est une ancienne commune française du  département des Vosges en région Grand Est. Elle est rattachée à celle de Contrexéville depuis 1965.

## Géographie
Outrancourt est situé sur une colline près de la rivière du Vair.

## Toponymie
Anciennes mentions : Holtranni curtis (1105), Hotramcurt (1145), Houtrancourt (1333), Houtrancuria (1402), Hatrancourt et Hottrancourt (1426), Houtraincourt (1464), Oultrancourt (1594), Hottrancourt (1663), Oultracourt et Oultraycourt (xviie siècle).
D'après la mention de 1105, il s'agit de l'anthroponyme germanique Huldhramn et du latin cortem (domaine).

## Histoire
Outrancourt dépend en 1594 du bailliage de Nancy, en 1710 de celui des Vosges et en 1751 de celui de Bourmont sous la coutume de Lorraine. Sur le plan religieux, cette localité faisait partie du diocèse de Toul dans le doyenné de Vittel.
Le 7 octobre 1743, ce village est presque entièrement détruit par un incendie.
Le 1er janvier 1965, la commune d'Outrancourt est rattachée à celle de Contrexéville sous le régime de la fusion simple.

## Population et société

### Démographie
| 1710 | 1793 | 1800 | 1806 | 1821 | 1831 | 1836 | 1841 | 1846 |
| ---- | ---- | ---- | ---- | ---- | ---- | ---- | ---- | ---- |
| 24   | 95   | 70   | 99   | 100  | 127  | 115  | 97   | 100  |

| 1856 | 1861 | 1866 | 1876 | 1881 | 1886 | 1891 | 1896 | 1901 |
| ---- | ---- | ---- | ---- | ---- | ---- | ---- | ---- | ---- |
| 100  | 107  | 113  | 108  | 121  | 128  | 106  | 107  | 90   |

| 1906 | 1911 | 1921 | 1926 | 1931 | 1936 | 1946 | 1954 | 1962 |
| ---- | ---- | ---- | ---- | ---- | ---- | ---- | ---- | ---- |
| 111  | 117  | 92   | 80   | 71   | 82   | 80   | 83   | 73   |

### Enseignement
Au milieu du XIXe siècle, les enfants d'Outrancourt vont à l'école de Contrexéville.

## Économie
Au milieu du XIXe siècle, une manufacture de couverts en fer étamé occupe 8 ouvriers et fabrique annuellement 9 000 douzaines de couverts qui se vendent en France. À la même époque, la commune fait de la vente de graines et de plantes fourragères, de chevaux, bœufs, vaches, moutons, etc.